# Kantonsbibliothek Obwalden
Die Kantonsbibliothek Obwalden ist neben ihrer Funktion als öffentliche Bibliothek dafür verantwortlich, Obwaldner Regionalliteratur zusammenzutragen, aufzubewahren und zugänglich zu machen. Dazu gehört ein grosser Bestand über Bruder Klaus (Niklaus von Flüe, 1417–1487). Die Kantonsbibliothek wurde 1895 gegründet. Sie befindet sich seit 1980 im Grundacherhaus in Sarnen.

## Bestand und Benutzung
Neben Unterhaltungsliteratur führt die Kantonsbibliothek ein breites Angebot an Sachliteratur, das durch Filme, CD-ROMs, DVDs, Hörbücher, Comics, Zeitschriften und Zeitungen ergänzt wird. Der Gesamtbestand beträgt etwa 60'000 Einheiten, davon befinden sich 25'000 in der Freihandabteilung. Für E-Medien ist die Kantonsbibliothek den Verbünden DiBiZentral und Ebooks Switzerland angeschlossen. Viele der Medien im Archiv sind nicht ausleihbar, können jedoch im Lesesaal der Kantonsbibliothek eingesehen werden.
Die Kantonsbibliothek Obwalden steht allen offen. Für die Ausleihe ist ein Bibliotheksausweis erforderlich, der bei jedem Ausleihvorgang vorgewiesen werden muss. Ein Kopierer sowie Internetzugang stehen zur Verfügung.
Die Kantonsbibliothek hat einen bedeutenden historischen Buchbestand.
Im Onlinekatalog sind alle Medien der Bibliothek und deren Ausleihzustand erfasst.
Digitalisierte Zeitungen sind über die Plattform ZentralGut der Zentral- und Hochschulbibliothek Luzern abrufbar. Momentan ist der Obwaldner Volksfreund aufgeschaltet.